# ジョシュ・ホーリー
ジョシュア・デイヴィッド・ホーリー（Joshua David Hawley、1979年12月31日 - ）は、アメリカの法律家、政治家。連邦最高裁判所ジョン・ロバーツ最高裁判事クラーク（助手）、ミズーリ大学ロースクール准教授、ミズーリ州司法長官を経て、アメリカ合衆国上院議員（ミズーリ州選出）。
共和党員のホーリーは、2017年から2019年までミズーリ州の第42代司法長官を務めた後、 2018年の選挙で現職の民主党所属議員クレア・マカスキルを破った。

## 来歴

### 生い立ちと教育
1979年12月31日、アーカンソー州スプリングデールで、銀行員のロナルド・ホーリーと教師のバージニア・ホーリーの間に生まれた。1981年、父のロナルドがミズーリ州レキシントンにあるボートメンズ・バンクシェアーズ（バンクコープ）への入社をきっかけに、ホーリー夫妻はレキシントンに引っ越した。
ミズーリ州カンザスシティにあるイエズス会の男子私立進学校、ロックハースト・ハイに通い、1998年に卒業生総代として卒業した。中学校の校長、バーバラ・ワイブリングによると、ホーリーの教師の何人かは「彼はいつか大統領になるだろう」と考えていたという。 高校時代、ホーリーは地元紙「レキシントン・ニュース」に定期的にコラムを書き、オクラホマシティ爆破事件後のアメリカの民兵運動、ロサンゼルス市警の刑事マーク・ファーマンの報道、反対していたアファーマティブ・アクションなどについて書いていた。 その後、母親が卒業したスタンフォード大学で歴史学を学ぶ。2002年にファイ・ベータ・カッパの会員となり、最高位のBachelor of Artsを得て卒業した。ホーリーを教えたデイヴィッド・M・ケネディは、「成績優秀で非常に才能のある若者で溢れかえっている学校の中で、ホーリーは際立っていた」と述べ、ホーリーのことを「私が50年間教えた中で、最も才能のある生徒であることは間違いない」と評している。
2002年から2003年にかけてセント・ポールズ・スクールのポストグラデュエート・インターンとしてロンドンで10カ月間過ごした後、アメリカに戻り、イェール大学ロースクールに入学し、2006年に法務博士号を取得して卒業した。 カンザスシティスター紙は、ホーリーの同級生は彼を「政治的に野心的で、信仰に篤い保守派」と見ていたと報じている。 イェール大学在学中、ホーリーはイェール・ロー・ジャーナルの編集者であり、同校の連邦派協会（フェデラリスト・ソサエティ）支部の会長を務めていた。

### 初期のキャリア
2006年から2007年までは第10巡回区控訴裁判所のマイケル・W・マコンネル判事の下で、2007年から2008年までは連邦最高裁判所のジョン・ロバーツ最高裁判事の下でクラーク（助手）を務めた。 最高裁判所にいた時、ホーリーは後に妻となるエリン・モローと出会いました。
クラークを終えた後、2008年から2011年まで法律事務所Hogan & Hartsonで控訴審の訴訟担当者として個人開業していた。2011年から2015年までBecket Fund for Religious LibertyのワシントンD.C.オフィスに勤務した後、ミズーリ州に移った。ミズーリ州に移る前は、Becket Fund for Religious LibertyのワシントンD.C.オフィスに勤務していた。Becketでは、2012年に判決が下されたHosanna-Tabor Evangelical Lutheran Church & School v. Equal Employment Opportunity Commissionや、2014年に判決が下されたBurwell v. Hobby Lobbyといった最高裁判例において、準備書面の作成や法的コンサルティングを行っていた。 2011年にミズーリ州に戻り、ミズーリ大学ロースクールの准教授となり、憲法、憲法理論、立法、不法行為などを教えていた。
2013年6月、ホーリーは、南部貧困法センター（SPLC）から反LGBTヘイトグループに指定されている保守系キリスト教団体「アライアンス・ディフェンディング・フリーダム」が資金提供する「ブラックストーン・リーガル・フェローシップ」の講師を務めた。

#### Catholic clergy investigation

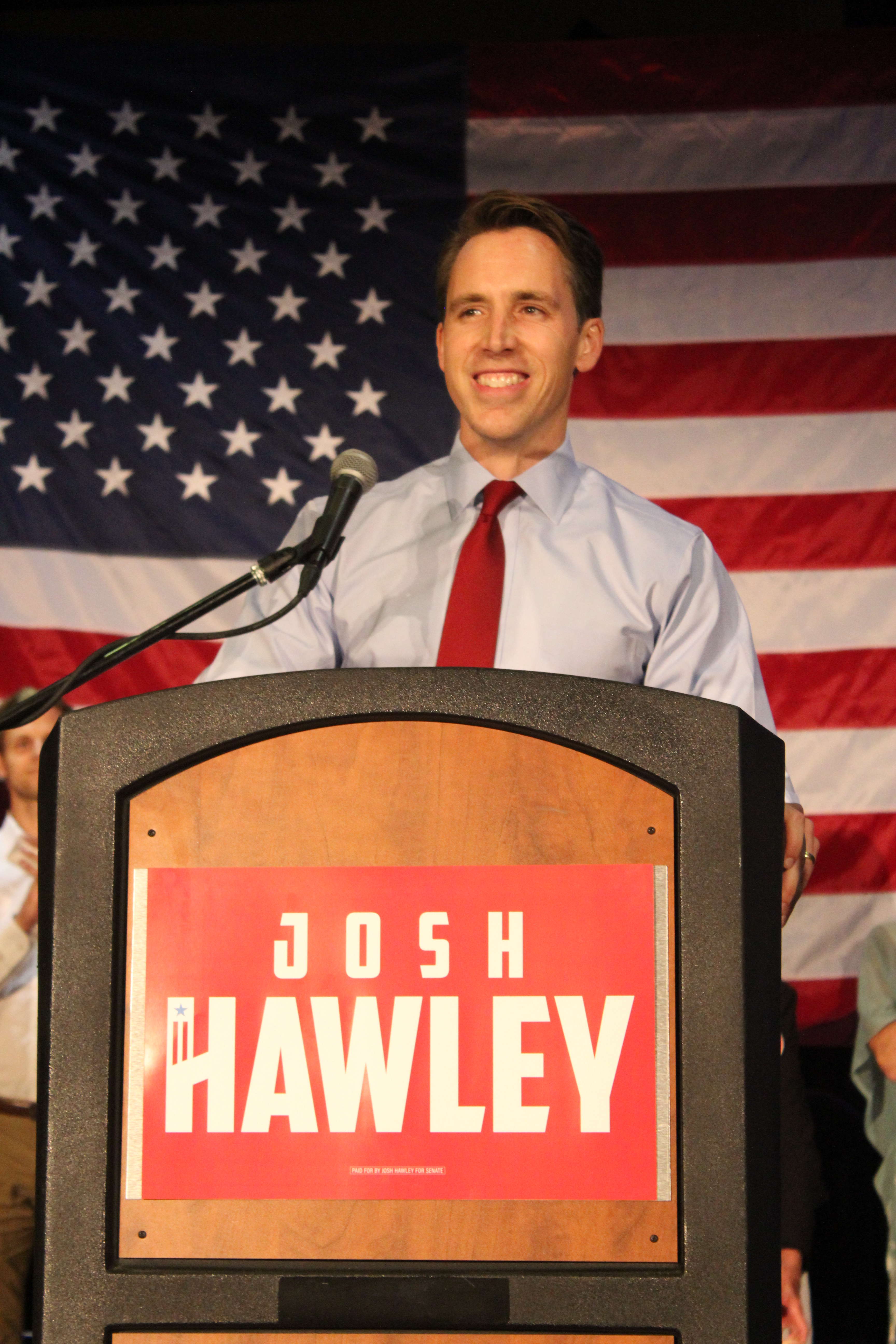
Hawley on election night after securing the Republican primary win

## 政策

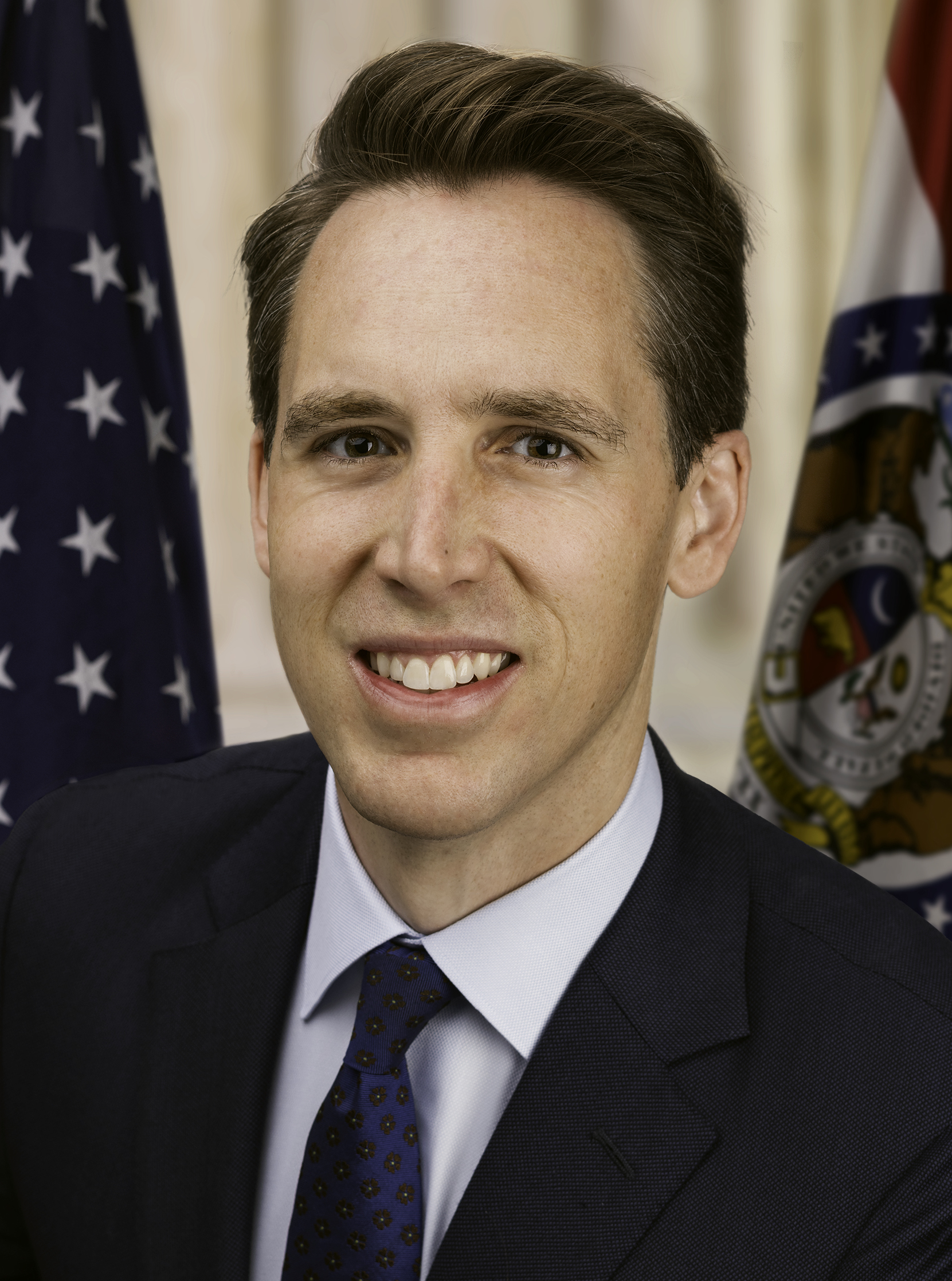
Hawley's portrait during the 116th Congress

### COVID-19
2020年3月25日、ジョシュ・ホーリーは、パンデミックとなった新型コロナウイルス感染症に関する中国政府の法的責任を問い、被害を受けた各国に対して賠償金を求める決議案を民主党の議員も加えた超党派で上院と下院に提出した。